# Dobosz

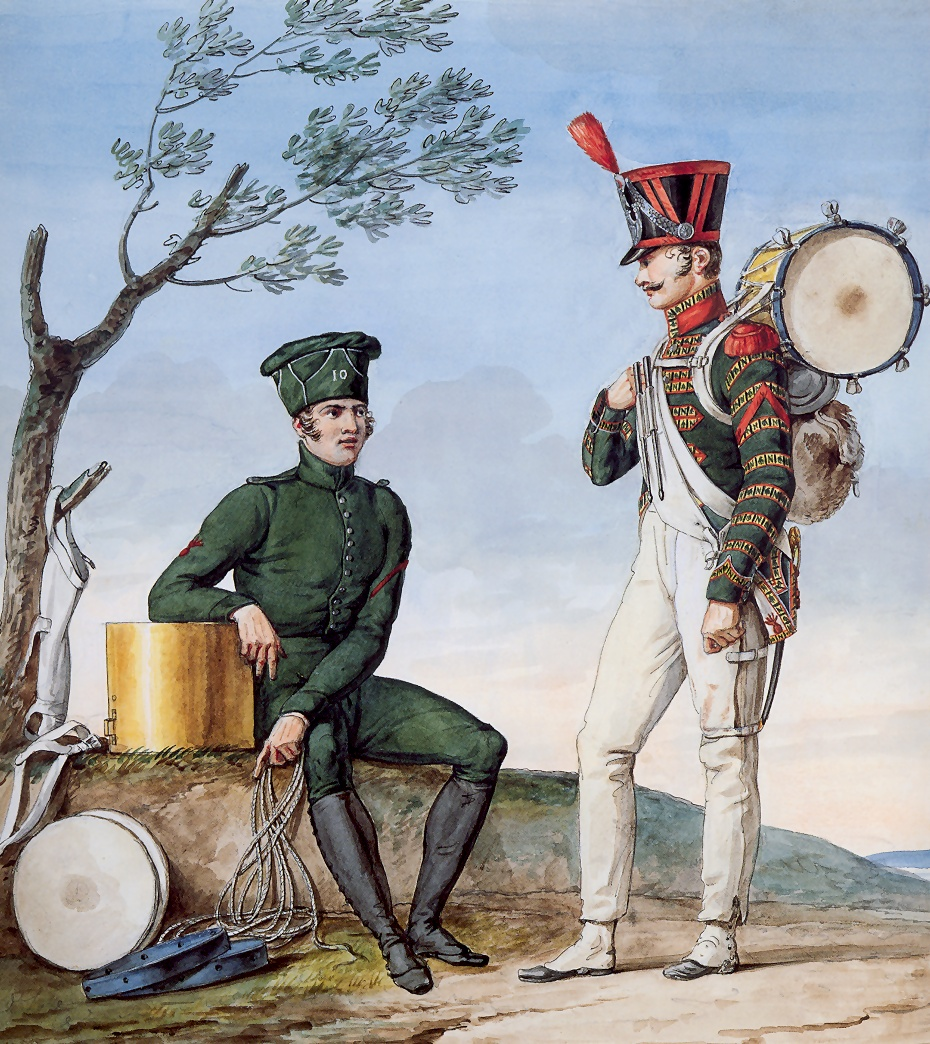
Dobosze francuskiej Wielkiej Armii

Dobosz (z węgierskiego dobos) – członek orkiestry (szczególnie wojskowej) grający na bębnie. W wojskach europejskich od końca średniowiecza wybijał takt w marszu i w czasie ataku oraz przekazywał sygnały natarcia, odwrotu i alarmu. W Polsce pierwotnie zwano dobosza bębnicą, od XVI wieku doboszem, w XVIII i na początku XIX wieku pałkarzem. 
Inna nazwa dobosza to tarabaniarz (od taraban). Doboszami w armiach często bywały dzieci żołnierze. 

## Galeria

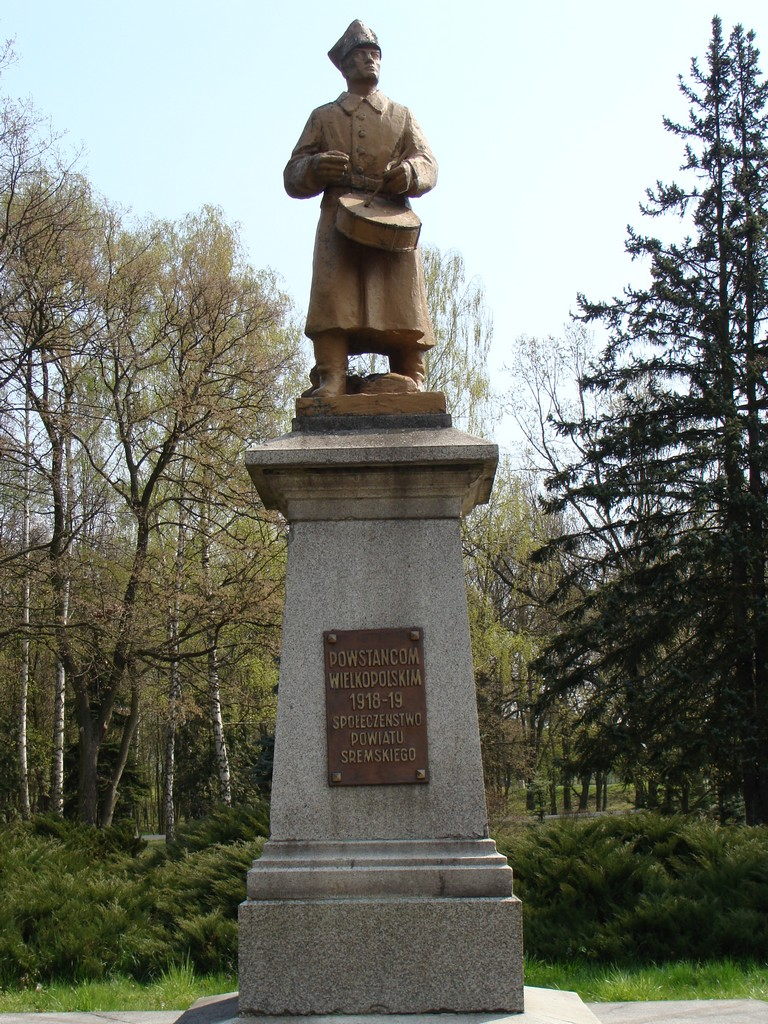
Śremski Dobosz
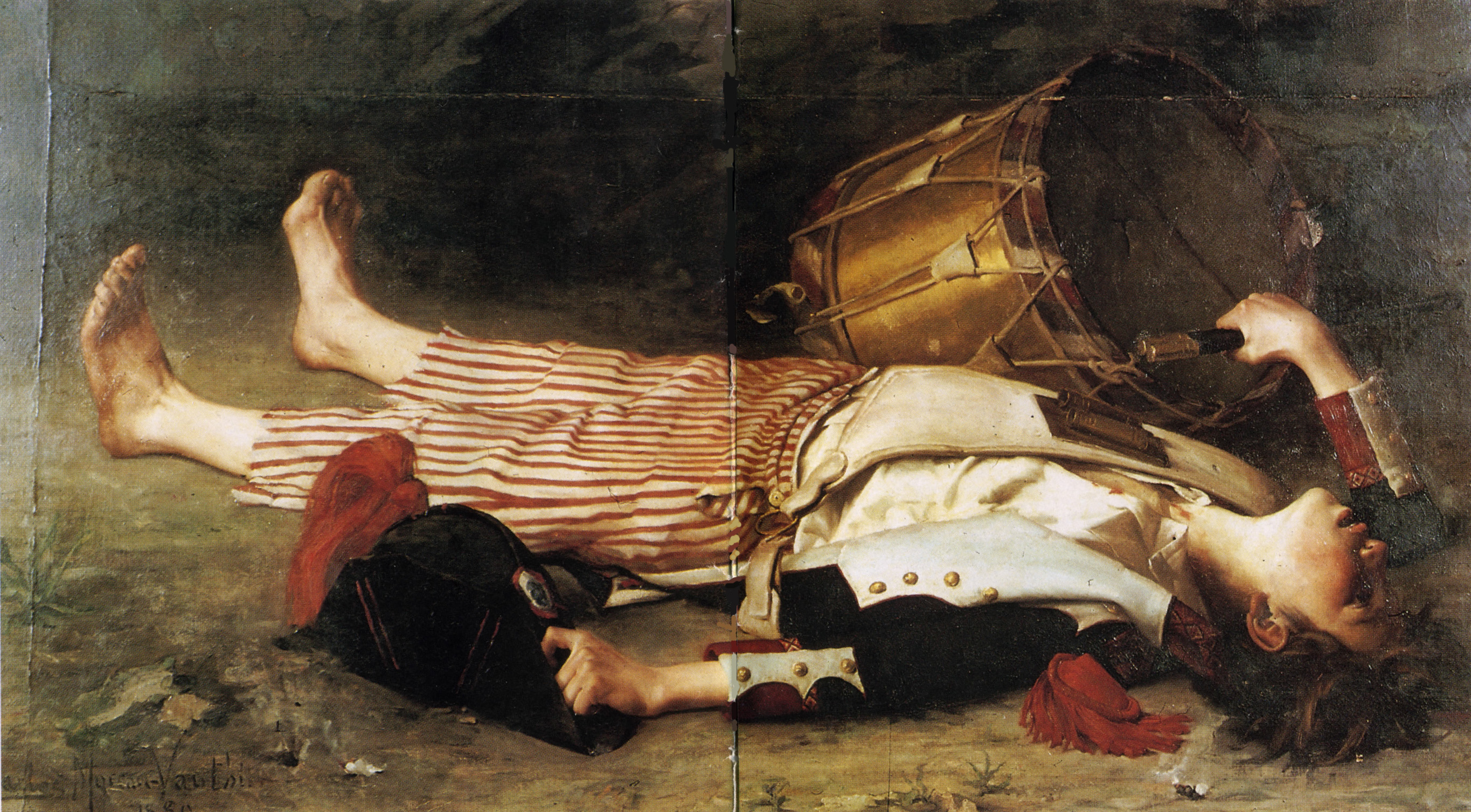
Dobosz Joseph Bara
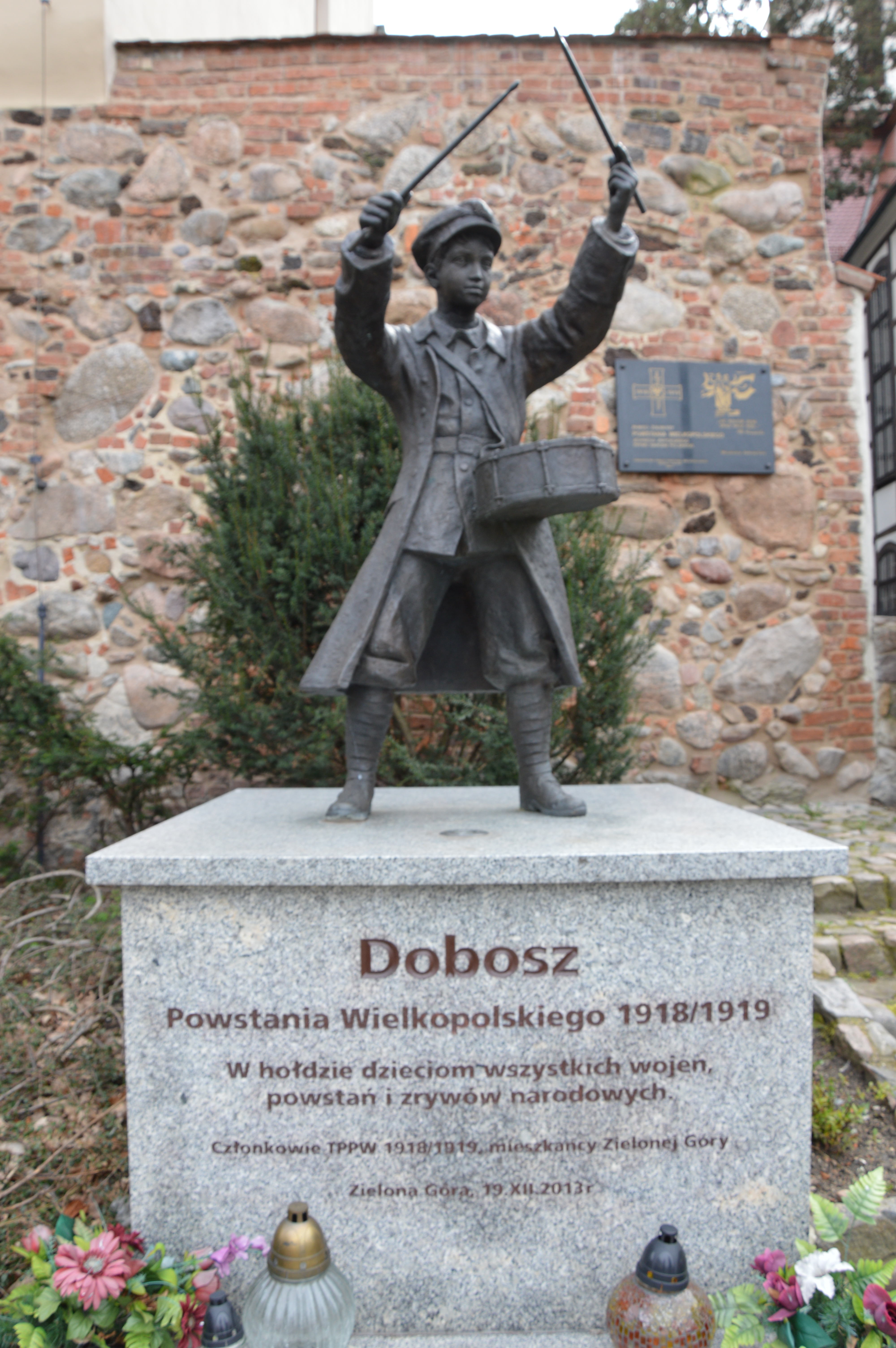
Zielonogórski Dobosz